# Louyre

La Louyre (en occitan Loira) est un ruisseau français, affluent du Caudeau et sous-affluent de la Dordogne, qui coule dans le département de la Dordogne.

## Géographie
La Louyre, principal affluent du Caudeau, prend sa source vers 200 mètres d'altitude, au sud de la commune de Cendrieux, à proximité du château de la Pommerie.
Elle arrose Sainte-Alvère, Sainte-Foy-de-Longas, passe en bordure de Saint-Félix-de-Villadeix et Liorac-sur-Louyre avant de confluer en rive gauche du Caudeau, juste à l'ouest de Lamonzie-Montastruc, vers 61 mètres d'altitude.
Sa longueur est de 25,5 km pour un bassin versant de 97 km2.

### Affluents
Parmi les quatre affluents répertoriés par le Sandre, les deux principaux, le Barbeyrol (7,1 km) et la Sérouze (6,2 km), sont en rive gauche.

### Communes et cantons traversés
À l'intérieur du département de la Dordogne, la Louyre arrose sept communes réparties sur quatre cantons : 
- Canton de Vergt
  - Cendrieux (source)
- Canton de Sainte-Alvère
  - Sainte-Alvère
  - Sainte-Foy-de-Longas
- Canton de Lalinde
  - Saint-Marcel-du-Périgord
  - Saint-Félix-de-Villadeix
  - Liorac-sur-Louyre
- Canton de Bergerac-2
  - Lamonzie-Montastruc (confluence)

## Monuments ou sites remarquables à proximité
- Le château de la Pommerie à Cendrieux,
- Les vestiges du château de Longas à Sainte-Foy-de-Longas,
- L'église Saint-Martin de Liorac-sur-Louyre avec son clocher fortifié,
- Le château de Bellegarde à Lamonzie-Montastruc,
- L'église Notre-Dame de l'Assomption de Lamonzie-Montastruc,
- Le château de Montastruc à Lamonzie-Montastruc.

## Galerie

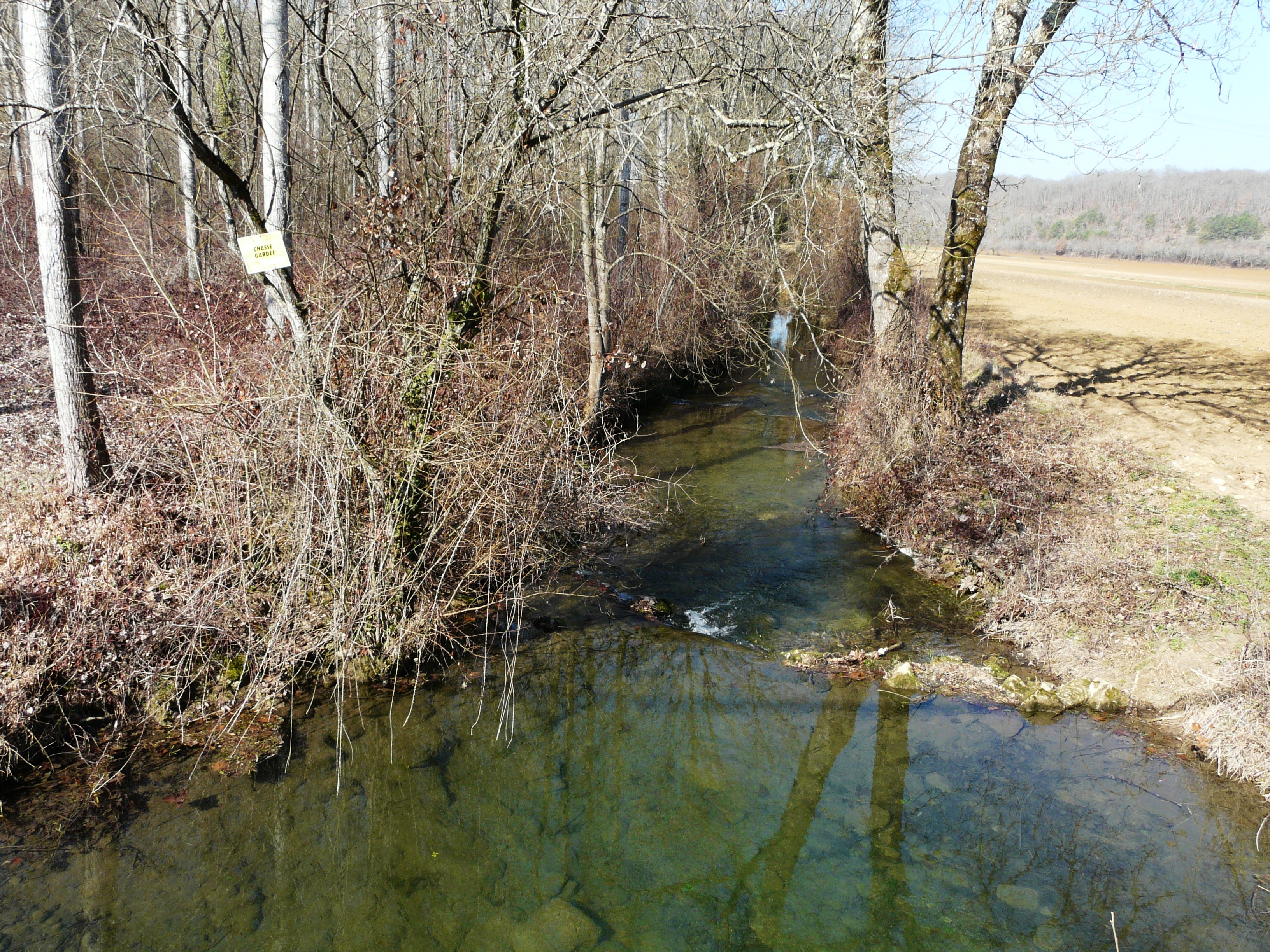
La Louyre au nord de Liorac.
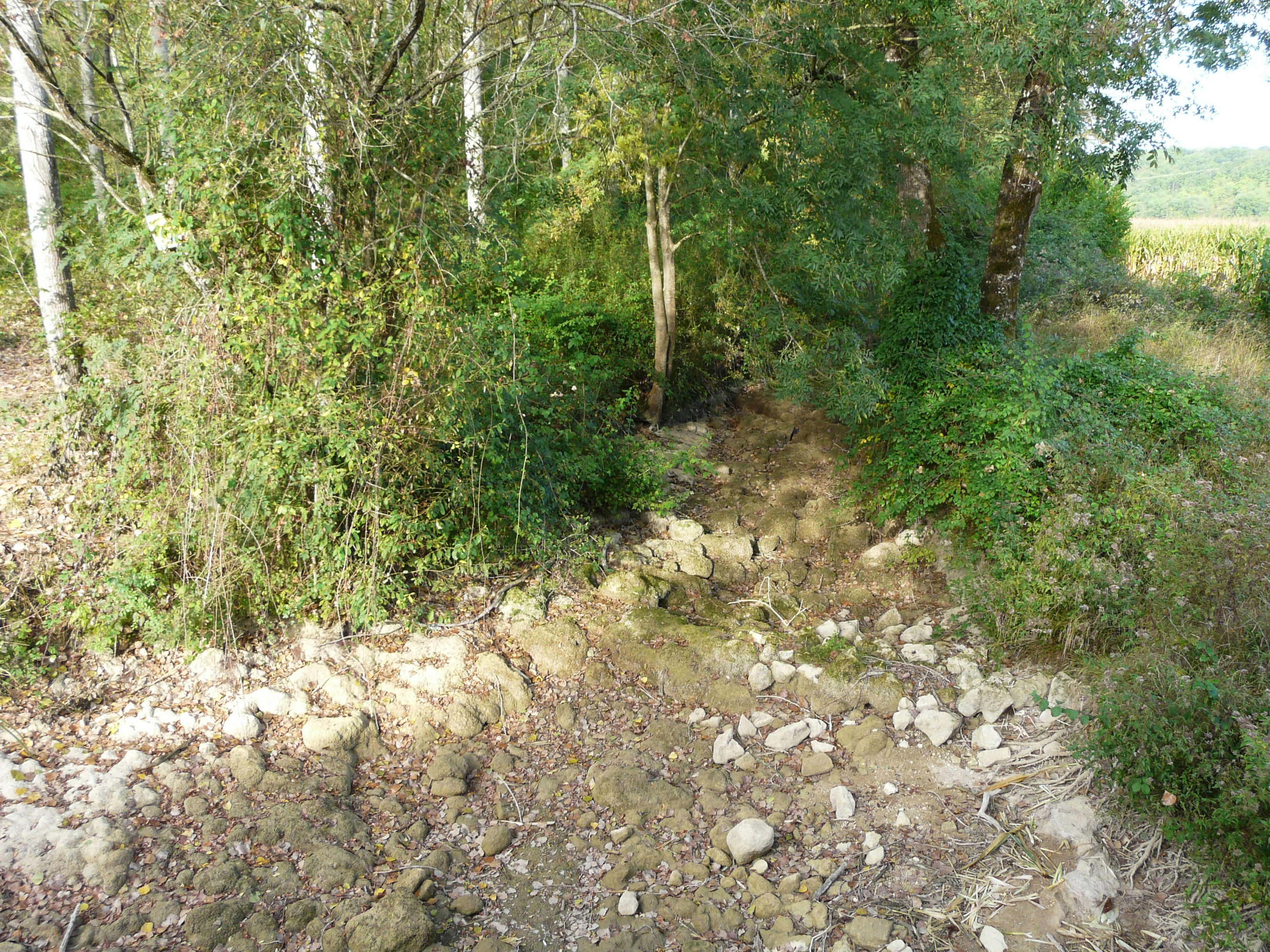
Le même endroit à sec.
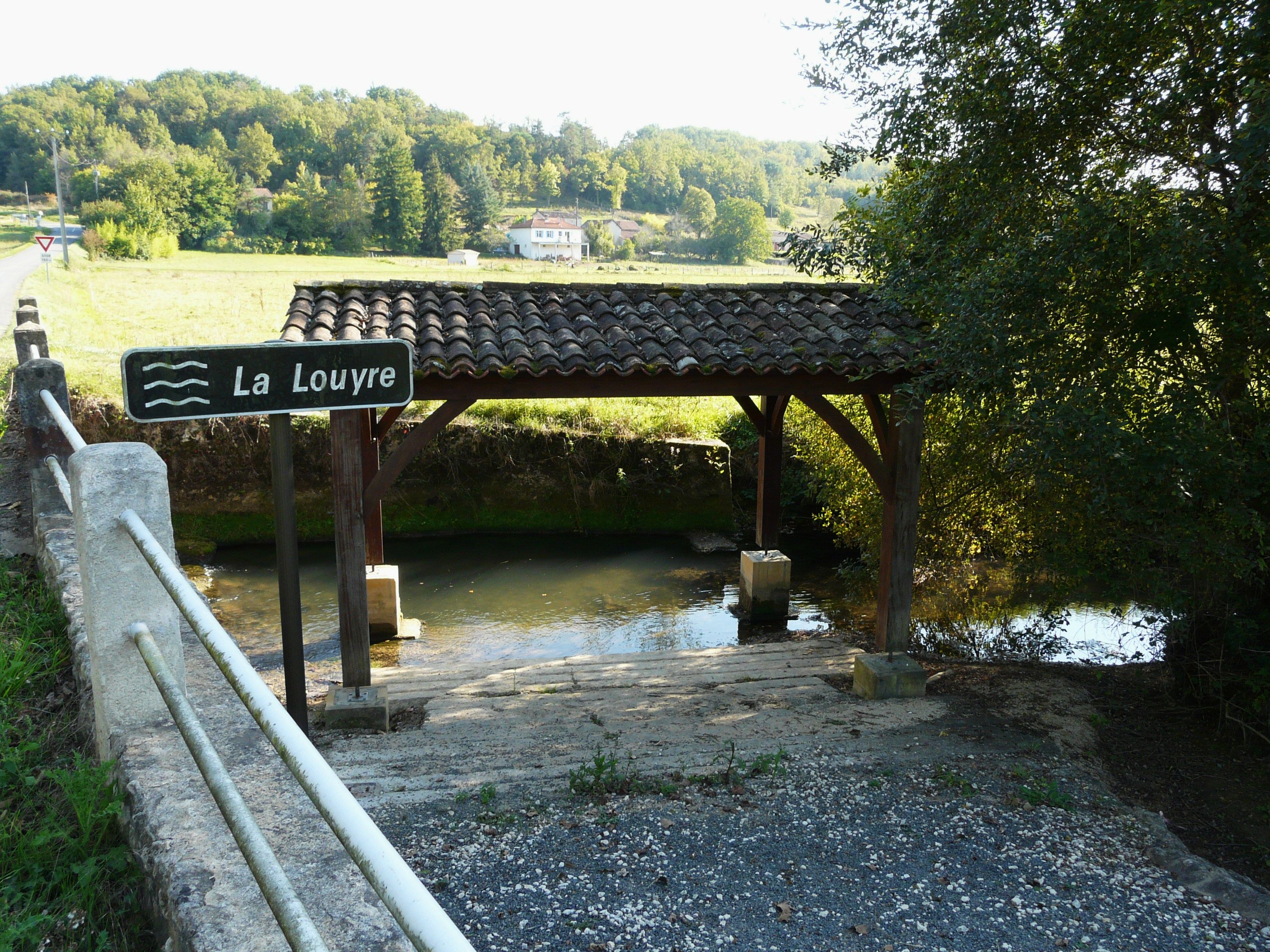
Lavoir sur la Louyre à Saint-Félix-de-Villadeix.
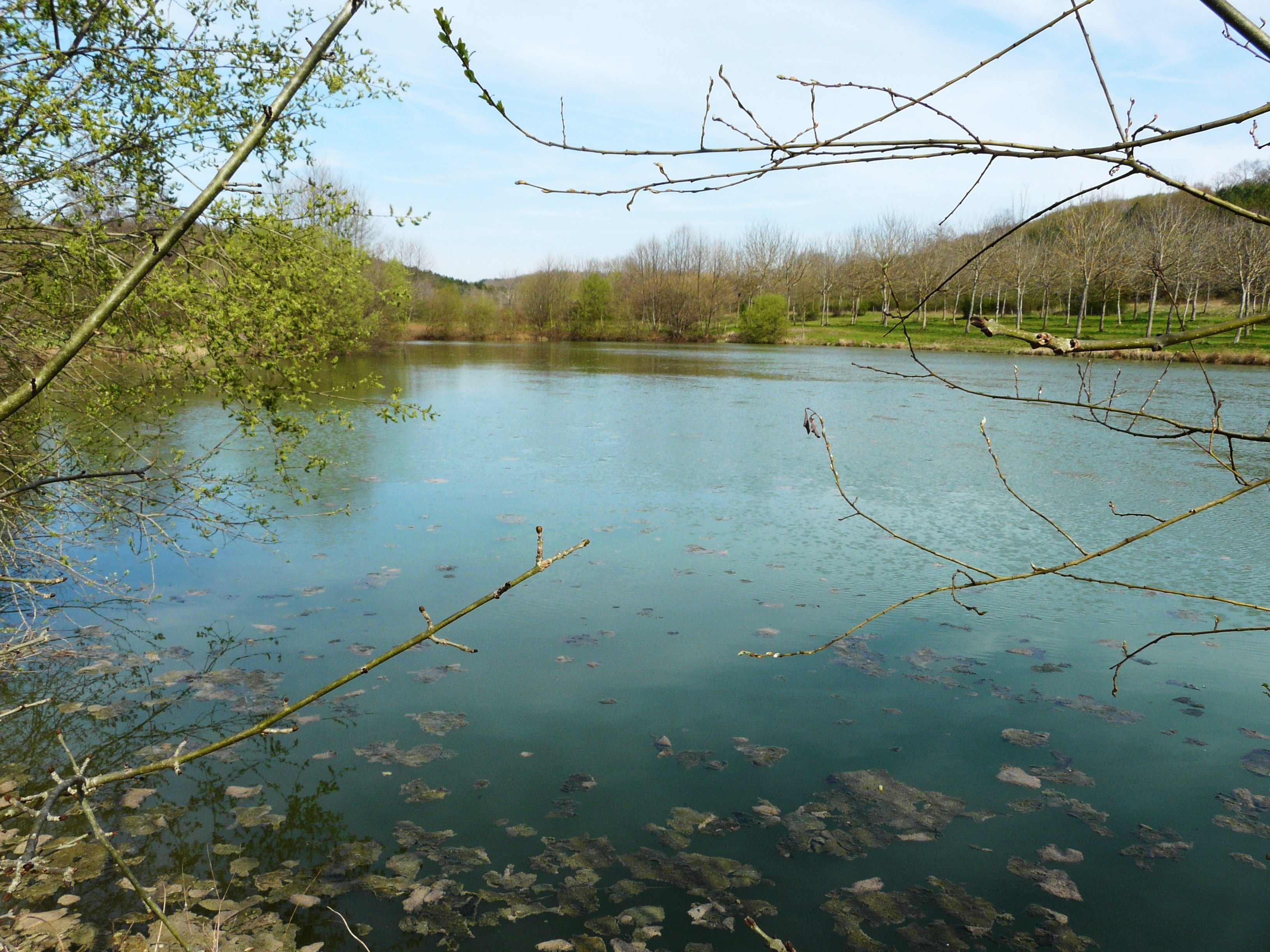
L'étang du Pont de Pierre alimenté par la Louyre, à Lamonzie-Montastruc.
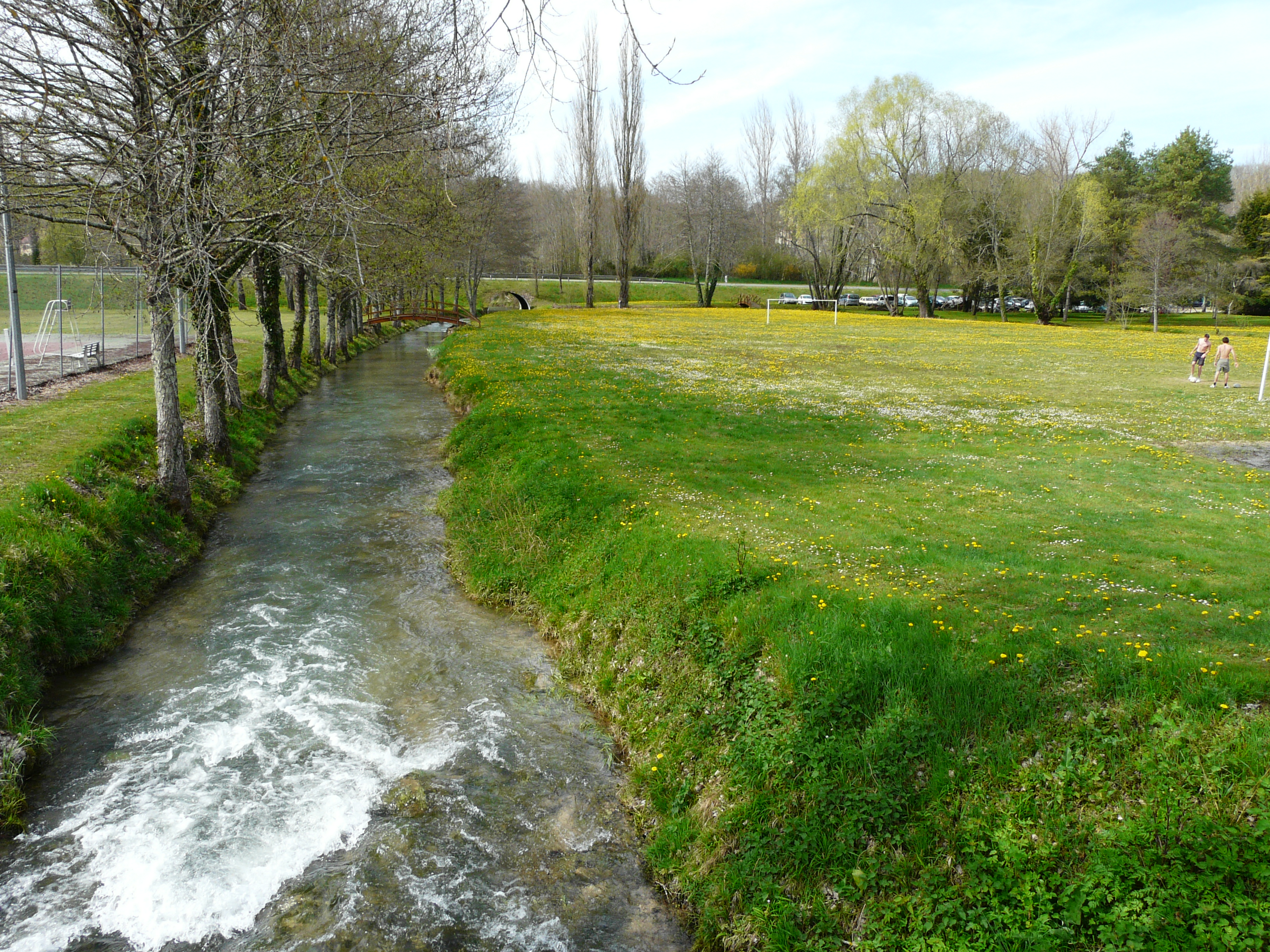
La Louyre juste avant son confluent avec le Caudeau.